# Canigou
Canigou (katalánsky Canigó) je hora v Pyrenejích, vysoká 2784 metrů. Leží nedaleko města Prades ve francouzském departementu Pyrénées-Orientales.
Hora s příkrými svahy, která dominuje přímořské rovině, je národním symbolem Katalánců. Podle legendy byl prvním člověkem na jejím vrcholu král Petr III. Aragonský. Na vrcholu, který je za příznivého počasí dostupný po turistické stezce, se nachází kříž a katalánská vlajka senyera. O letním slunovratu se zde zapaluje velký oheň (Flama del Canigó), jehož plameny lidé roznášejí po celém Katalánsku. Básník Jacint Verdaguer věnoval hoře svůj epos Canigó.
Na území masivu Canigou se nachází klášter Saint-Michel de Cuxa a klášter Saint-Martin du Canigou. Hora byla zařazena na seznam Label Grand Site de France. V důsledku refrakce bývá Canigou občas vidět i v Marseille, vzdáleném 263 kilometrů.

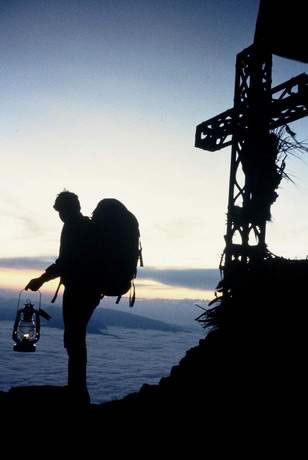
Flama del Canigó